# Poznań Financial Centre
Poznań Financial Centre – Poznańskie Centrum Finansowe, wieżowiec usytuowany na Placu Andersa w Poznaniu.
Biurowiec klasy A, liczący 91 metrów wysokości i 20 kondygnacji: 18 nadziemnych i 2 podziemne; powierzchnia użytkowa wynosi 22 tys. m². Zaprojektowany w Pracowni Architektonicznej Ewy i Stanisława Sipińskich. Został oddany do użytku na początku 2001 roku. Jest drugim pod względem wielkości biurowcem w Poznaniu.
Przed budynkiem znajduje się pomnik Cyryla Ratajskiego, prezydenta miasta Poznania z okresu II Rzeczypospolitej. Pomnik został odsłonięty w 2002 roku, a jego autorem jest Jan Kucz.

## Nagroda
Budynek otrzymał nagrodę im. Jana Baptysty Quadro za najlepiej zaprojektowany i zrealizowany obiekt architektoniczny w 2000 roku w Poznaniu.